# Fredropol (gromada)
Fredropol – dawna gromada, czyli najmniejsza jednostka podziału terytorialnego Polskiej Rzeczypospolitej Ludowej w latach 1954–1972.
Gromady, z gromadzkimi radami narodowymi (GRN) jako organami władzy najniższego stopnia na wsi, funkcjonowały od reformy reorganizującej administrację wiejską przeprowadzonej jesienią 1954 do momentu ich zniesienia z dniem 1 stycznia 1973, tym samym wypierając organizację gminną w latach 1954-1972.
Gromadę Fredropol z siedzibą GRN we Fredropolu utworzono – jako jedną z 8759 gromad na obszarze Polski – w powiecie przemyskim w woj. rzeszowskim na mocy uchwały nr 30/54 WRN w Rzeszowie z dnia 5 października 1954. W skład jednostki weszły obszary dotychczasowych gromad Fredropol, Kormanice, Młodowice, Koniusza, Sierakośce, Sólca, Aksmanice i Kłokowice ze zniesionej gminy Fredropol w tymże powiecie. Dla gromady ustalono 17 członków gromadzkiej rady narodowej.
1 stycznia 1960 do gromady Fredropol włączono wieś Kniażyce ze zniesionej gromady Grochowce w tymże powiecie.
W 1971 roku gromada Fredropol liczyła 2248 mieszkańców, zamieszkujących miejscowości: Aksmanice (249), Fredropol (140), Kłokowice (175), Kniażyce (301), Koniusza (39), Kormanice (425), Młodowice (340), Sierakośce (520) i Sólca (59).
Gromada przetrwała do końca 1972 roku, czyli do kolejnej reformy gminnej. 1 stycznia 1973 w powiecie przemyskim reaktywowano gminę Fredropol.